# Bulimulus perspectivus
Bulimulus perspectivus е вид коремоного от семейство Orthalicidae. Видът е застрашен от изчезване.

## Разпространение
Разпространен е в Еквадор (Галапагоски острови).